# Club de Rugby Arquitectura Técnica
El Club de Rugby Arquitectura Técnica, más conocido por el acrónimo CRAT, es un equipo español de rugby  de la ciudad gallega de La Coruña. Debido al acuerdo de colaboración que el club mantiene con la Universidad de La Coruña, todos sus equipos compiten bajo la denominación CRAT UDC. Tiene equipos masculinos y femeninos. El primer equipo femenino compite en la División de Honor Femenina.

## Historia
El Club de Rugby Arquitectura Técnica de A Coruña (C.R.A.T.) se fundó en octubre de 1976 por Don Ignacio Lobón Tovar y un grupo de estudiantes pertenecientes en su mayoría a la Escuela Universitaria de Arquitectura Técnica de La Coruña para participar en la Liga Universitaria de Rugby.

## Estadio
El CRAT no tuvo campo de rugby propio hasta 2022, cuando se inauguró el Campo de Rugby de la Torre de Hércules con una capacidad de 963 espectadores. Hasta entonces jugaron en otros estadios como el Campo de Rugby de Acea de Ama, donde actualmente juegan en ocasiones puntuales.
Sin embargo, el equipo femenino del CRAT, por convenio juega sus partidos de la Liga Iberdrola en el Estadio Universitario de Elviña, el cual posee una capacidad para albergar a 800 espectadores.

## Trayectoria y palmarés
En lo que se refiere al equipo masculino, a pesar de no haber conseguido nunca el ascenso a la máxima categoría de rugby español, el CRAT lleva 20 temporadas consecutivas compitiendo en categorías nacionales, lo que le convierte (junto al Vigo Rugby Club) en uno de los dos equipos de rugby más notables de Galicia. A nivel local, el CRAT ha disputado 16 finales de la Copa Xunta, torneo anual que organiza la Federación Gallega de Rugby, consiguiendo el trofeo de campeón gallego en 7 ocasiones. 
La siguiente tabla muestra la trayectoria del primer equipo senior masculino desde finales de los años 80 en competiciones ligueras y en la Copa Xunta:
| Categoría   | 2013         | 12 | 11 | 10 | 09 | 08 | 07 | 06 | 05 | 04 | 03 | 02 | 01 | 00 | 99 | 98 | 97 | 96 | 95 | 94  | 93 | 92 | 91 | 90 | 89 | 88 |
| ----------- | ------------ | -- | -- | -- | -- | -- | -- | -- | -- | -- | -- | -- | -- | -- | -- | -- | -- | -- | -- | --- | -- | -- | -- | -- | -- | -- |
| Div.Honor   |              |    |    |    |    |    |    |    |    |    |    |    |    |    |    |    |    |    |    |     |    |    |    |    |    |    |
| Div.Honor B | Disputándose |    |    |    |    |    |    |    |    |    |    | 9º | 6º | 7º | 6º |    |    |    |    |     |    |    |    |    |    |    |
| 1ª Nacional |              | 1º | 1º | 1º | 2º | 2º | 1º | 1º | 1º | 3º | 2º |    |    |    |    | 2º | 3º | 2º | 3º | 11º |    |    |    |    |    |    |
| 1ª Gallega  |              |    |    |    |    |    |    |    |    |    |    |    |    |    |    |    |    |    |    |     | 2º | 1º | ?º | 1º | ?º | ?º |
| 2ª Gallega  |              |    |    |    |    |    |    |    |    |    |    |    |    |    |    |    |    |    |    |     |    |    |    |    |    |    |
|             |              |    |    |    |    |    |    |    |    |    |    |    |    |    |    |    |    |    |    |     |    |    |    |    |    |    |
| Copa Xunta  | Disputándose | 2  | 2  | 2  | 2  |    | 2  | 2  | 1  | 2  | 2  |    | 1  | 1  |    |    | 1  |    | 2  | 1   |    | 1  |    |    |    | 1  |

La División de Honor B existe desde la temporada 1998-99. Anteriormente la Primera Nacional era la 2ª División del rugby español. Fuente (enlace roto disponible en Internet Archive; véase el historial, la primera versión y la última)..

### Competiciones coperas
- Copa de la FER: 2 títulos.

1ª posición: 1996/97, 1998/99
2ª posición: -
- Copa Xunta de Rugby: 7 títulos.

1ª posición: 1987/88, 1991/92, 1993/94, 1996/97, 1999/00, 2000/01, 2004/05
2ª posición: 1994/95, 2002/03, 2003/04, 2005/06, 2006/07, 2008/09, 2009/10, 2010/11, 2011/12

### Competiciones ligueras
- Temporadas en División de Honor: Ninguna.
- Temporadas en División de Honor B: 5ª.

Mejor posición: 6º, en 1998/99 y 2000/01.
- Temporadas en Primera Nacional: 15.

Mejor posición: 1º, en 2004/05, 2005/06, 2006/07, 2009/10, 2010/11 y 2011/12.
- Temporadas en Segunda Nacional: 1.

Mejor posición: 4º, en 1983/84.
- Temporadas en Primera Territorial: ?.

Mejor posición: 1º, en 1992/93.